# Aspasia principissa
Aspasia principissa es una especie de orquídea epifita originaria de Centroamérica hasta Brasil.

## Descripción
Tiene pseudobulbos lateralmente comprimidos, de 10 cm de largo y 1.8 cm de ancho, generalmente 2-foliados. Las hojas de 10–30 cm de largo y 2–4 cm de ancho. Las flores con sépalos y pétalos amarillo-verdosos con rayas longitudinales cafés, el labelo blanco volviéndose amarillo con el tiempo; sépalo dorsal 28 mm de largo y 10 mm de ancho, los sépalos laterales 28 mm de largo y 11 mm de ancho; pétalos 25 mm de largo y 8 mm de ancho; labelo panduriforme de 25 mm de largo y 22 mm de ancho, el disco con un callo de 2 carinas; columna 1–1.2 cm de largo; ovario 2.4–2.7 cm de largo, pedicelado.

## Distribución y hábitat
Se distribuye por Costa Rica, Panamá, Colombia, Brasil y en Nicaragua donde esta especie es poco cumún, se encuentra  en las pluvioselvas, en Río San Juan en alturas de 0–100 metros. La floración se produce en los meses de enero–abril. Esta especie se asemeja a A. epidendroides, pero tiene las flores más grandes con rayas longitudinales sobre los sépalos y los pétalos.

## Taxonomía
Aspasia principissa fue descrita por Heinrich Gustav Reichenbach y publicado en Botanische Zeitung (Berlin) 10(37): 637–638. 1852.
Etimología
El nombre Aspasia procede del griego, y significa amable, agradable; nombrada por Aspasia de Mileto, la esposa ateniense de Pericles.
principissa: epíteto latino que significa "elegante".
Sinonimia
- Odontoglossum principissa (Rchb.f.) Rchb.f. in W.G.Walpers, Ann. Bot. Syst. 6: 852 (1864).
- Aspasia epidendroides var. principissa (Rchb.f.) P.H.Allen, Ann. Missouri Bot. Gard. 36: 165 (1949).
- Aspasia biberiana Rchb.f., Bonplandia (Hannover) 2: 90 (1854).
- Odontoglossum biberianum (Rchb.f.) Rchb.f. in W.G.Walpers, Ann. Bot. Syst. 6: 851 (1864).
- Aspasia rousseauae Schltr., Gartenflora 71: 76 (1922).[1]